# Weronika Schischkina

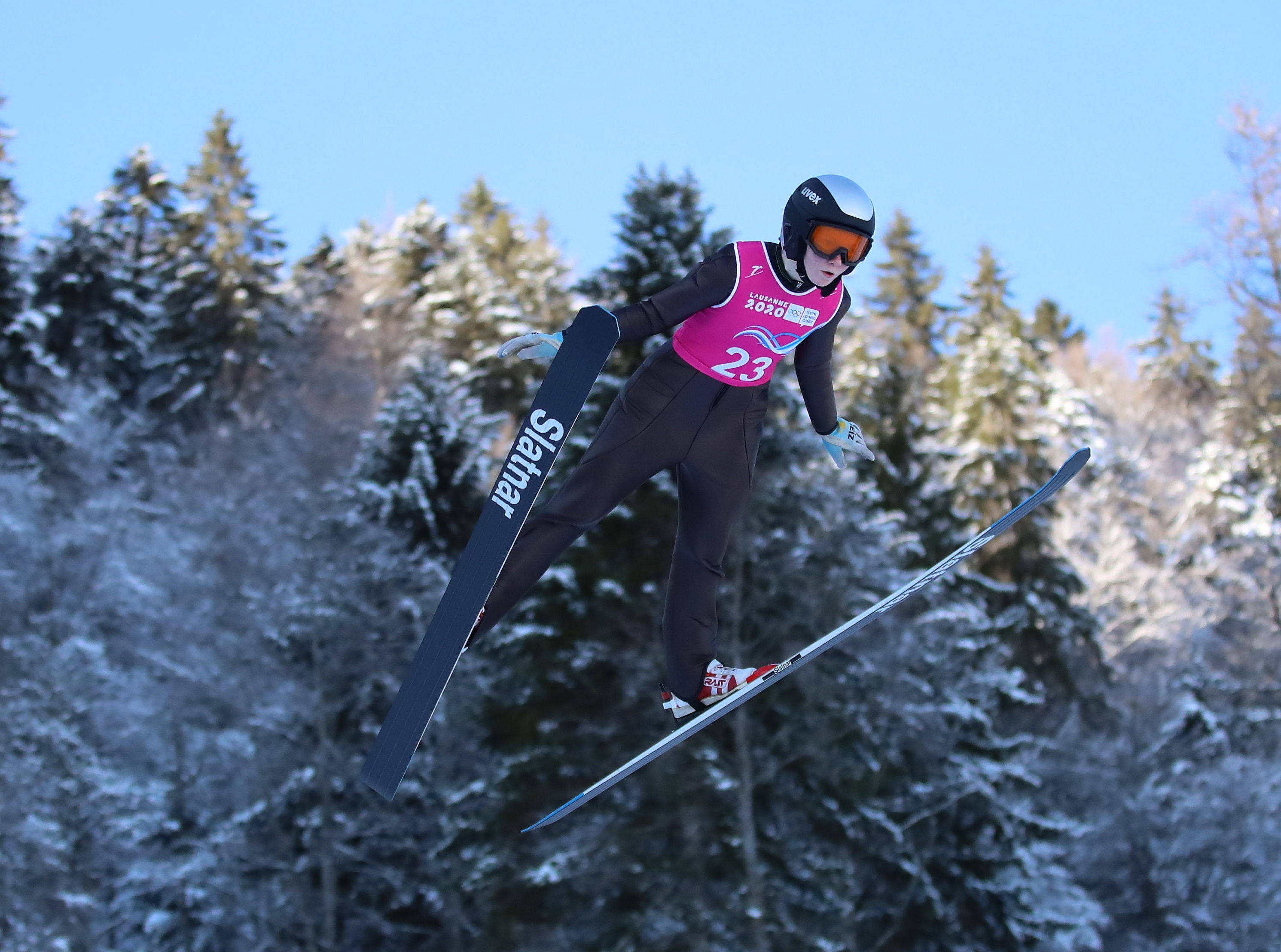
Weronika Schischkina bei den Olympischen Jugend-Winterspielen 2020

Weronika Pawlowna Schischkina (russisch Вероника Павловна Шишкина; * 18. August 2003 in Almaty) ist eine kasachische Skispringerin.

## Werdegang
Weronika Schischkina debütierte am 7. und 8. Dezember 2017 in Vancouver im FIS-Cup, wo sie die Plätze acht und zehn belegte. Daraufhin startete sie eine Woche später in Notodden zum ersten Mal im Continental Cup, wo sie den 17. und den 12. Platz erreichte und damit zugleich ihre ersten Continental-Cup-Punkte erzielte. Seitdem folgten weitere Starts in FIS- und Continental-Cup. Am 28. Juli 2018 nahm sie zudem in Hinterzarten das erste Mal am Skisprung-Grand-Prix teil und wurde 39.; einen Monat später holte sie mit dem 30. Platz beim Wettbewerb von Tschaikowski am 9. September 2018 ihren ersten Grand-Prix-Punkt.
Bei den Nordischen Skiweltmeisterschaften 2019 im österreichischen Seefeld belegte Schischkina im erstmals ausgetragenen Teamspringen gemeinsam mit Walentina Sderschikowa, Dajana Pecha und Alina Tuchtajewa den elften Platz. Beim Einzelwettkampf wurde sie mit einem 35. Platz beste Kasachin. In der Gesamtwertung des Skisprung-Continental-Cups 2018/19 belegte sie den 30. Platz.
Im Sommer 2019 erreichte Schischkina beim Continental-Cup-Springen im heimischen Schtschutschinsk erstmals als Zweite das Podest. Bei den Olympischen Jugend-Winterspielen 2020 in Lausanne belegte Schischkina beim Einzelspringen von der Les-Tuffes-Normalschanze Rang 17.
Bei den Nordischen Junioren-Skiweltmeisterschaften 2022 im polnischen Zakopane wurde sie 39. im Einzelspringen von der Normalschanze.
Schischkina lebt in Almaty.

## Statistik

### Grand-Prix-Platzierungen
| Saison | Platz | Punkte |
| ------ | ----- | ------ |
| 2018   | 55.   | 001    |
| 2022   | 47.   | 013    |

### Continental-Cup-Platzierungen
| Saison  | Sommer | Sommer | Winter | Winter | Gesamt | Gesamt |
| Saison  | Platz  | Punkte | Platz  | Punkte | Platz  | Punkte |
| ------- | ------ | ------ | ------ | ------ | ------ | ------ |
| 2017/18 | –      | –      | 32.    | 041    | 47.    | 041    |
| 2018/19 | 31.    | 002    | 23.    | 066    | 30.    | 068    |
| 2019/20 | 09.    | 130    | 49.    | 012    | 21.    | 142    |